# Taubenlausfliege
Die Taubenlausfliege (Pseudolynchia canariensis) ist eine fast weltweit auftretende Art der Lausfliegen. Sie ist ein parasitisches blutsaugendes Insekt, das Vögel, vor allem Tauben, befällt.

## Beschreibung
Taubenlausfliegen besitzen die typische, abgeflachte Körpergestalt der Lausfliegen, sie ist einfarbig bräunlich gefärbt. Die Art ist voll geflügelt und flugfähig. Sie erreicht eine Körperlänge von 5 bis 6 Millimeter, die klaren (hyalinen) Flügel mit einer Länge von etwa 4,5 bis 7,5 Millimeter stehen lang über das Hinterleibsende vor. Wie typisch für alle verwandten Arten, ist der Hinterrand des Kopfs etwas abgestutzt und schließt dicht an den Rumpf an. Als Vertreter der Gattung Pseudolynchia ist sie erkennbar an nur einer einzigen Querader (der Ader r-m) im Flügel in Verbindung mit den fehlenden Ocellen. Außerdem ist der Hinterrand des Scutellum gerade, nicht ausgerandet, mit eckigen Hinterwinkeln. Bei der Art sind die Palpen ziemlich lang und in der Vorderhälfte bedeckt von einer weichen, weiß gefärbten Behaarung. Die feine Behaarung (Mikrotricha) der Flügel erreicht nicht die zweite Analader. Außerdem ist die Stirn zwischen den Antennen etwa genauso breit wie der Abstand zu den Augen, sie ist deutlich kürzer als breit.

## Verbreitung
Die Art ist ursprünglich in den Tropen und Subtropen der Alten Welt, von Afrika bis Südostasien, verbreitet. Von dort aus wurde sie, vermutlich mit domestizierten Tauben, auch in die Neue Welt eingeschleppt und ist dort insbesondere in Südamerika heute weit verbreitet. In Europa kommt sie regelmäßig nur in der Mittelmeerregion vor. Von dort wurde sie vereinzelt mit Zugvögeln nach Nord- und Mitteleuropa eingeschleppt, ohne dort heimisch zu sein. In Südeuropa kommt mit Pseudolynchia garzettae Rondani, 1879 eine zweite Art der Gattung vor.
In Deutschland ist die Art seit dem Sommer 2023 mehrfach nachgewiesen worden, bei Limburg an der Lahn, in Offenbach am Main, Wiesbaden und Mainz.
Die Taubenlausfliege wurde in England erst einmal nachgewiesen, es gibt ebenfalls einen Nachweis aus Schweden.

## Biologie, Wirtsspektrum
Die Art saugt in beiden Geschlechtern Blut an Vögeln als Wirten. Sie ist in Bezug auf ihre Wirte nicht wählerisch, angegeben werden Arten aus 33 Vogelgattungen in acht Ordnungen. Bevorzugt werden allerdings klar die Tauben (Columbiformes). In Amerika tritt sie ausschließlich an Tauben, fast immer domestizierten Haustauben, auf.
Wie typisch für alle Lausfliegen besitzt die Art kein freies Larvenstadium. Weibchen behalten immer eine einzelne Larve in ihrem Hinterleib, wo sie mit einem milchähnlichen Sekret ernährt wird. Abgelegt wird schließlich eine ausgewachsene Larve des letzten Stadiums, die sich beinahe unmittelbar danach in der letzten Larvenhaut als Puparium verpuppt. Die Verpuppung erfolgt am Boden. Die frisch geschlüpften Fliegen suchen anschließend neue Vogelwirte. Da sie nicht sehr schnell fliegen, wird vermutet, dass sie in erster Linie Lauerjäger sind. Zur Not, wenn kein Vogel erreichbar ist, stechen sie gelegentlich auch Säugetiere, darunter auch den Menschen. Der Stich wird als schmerzhaft beschrieben.

## Taxonomie und Systematik
Die Gattung Pseudolynchia Bequaert, 1926 umfasst weltweit fünf Arten. Die Tribus Olfersini, der die Art angehört, bildet nach genetischen Analysen keine gemeinsame Klade mit den Arten der Unterfamilie Ornithomyinae; dies deutet darauf hin, dass der Übergang zum Blutsaugen auf Vögeln innerhalb der Lausfliegen wohl zweimal erfolgt sein muss.
Die Art wurde, als Olfersia canariensis 1840 durch Justin Pierre Marie Macquart in seiner Bearbeitung der Dipteren im Werk Historie Naturelle des Iles Canaries (Band 2, Teil 2, herausgegeben von Philip Barker Webb und Sabin Berthelot) erstbeschrieben. Synonyme sind unter anderem Olfersia testacea Macquart, 1843, Olfersia rufipes Macquart, 1847, Olfersia maura Bigot, 1885, Lynchia simillima Speis, 1904.

## Bedeutung als Vektor
Taubenlausfliegen sind bekannt als Vektor von Haemoproteus columbae (Haemosporidia, Apicomplexa), einem einzelligen Parasiten, der vor allem Nestlinge von Tauben schädigt. Außerdem tragen sie Federmilben der Gattungen Myialges und Ornithocheyletia auf ihrem Körper festgesaugt von Wirt zu Wirt, zusätzlich auch noch verschiedene zu den Kieferläusen gehörende Federlinge (Phoresie).